# За правду, за народ, за Україну!
Виборчий блок Соціалістичної партії України та Селянської партії України «За правду, за народ, за Україну!» — блок лівих політичних партій під час виборів до Верховної Ради України у 1998 році; перший блок в історії незалежної України, якому вдалося подолати прохідний бар'єр у багатомандатному виборчому окрузі.

## Створення
Блок «За правду, за народ, за Україну!» був створений двома політичними партіями лівого спрямовання — Соціалістичною партію України (СПУ) та Селянською партією України (СелПУ). Центральна виборча комісія офіційно зареєструвала блок 1 листопада 1997 року.

## Участь у виборах
Блок «За правду, за народ, за Україну!» висунув своїх кандидатів у 100 одномандатних виборчих округах, його виборчий список нараховував 193 персони. Переважну більшість претендентів на депутатські мандати складали члени СПУ (150), у той час, як СелПУ мала лише 58 своїх представників. Але не всі кандидати від блоку були взагалі членами фундаторських партій — серед них також фігурували позапартійні. «Перша п'ятірка» виборчого списку виглядала таким чином:
1. Мороз Олександр Олександрович (СПУ)
2. Довгань Сергій Васильович (СелПУ)
3. Суслов Віктор Іванович (позапартійний)
4. Чиж Іван Сергійович (СПУ)
5. Бокий Іван Сидорович (позапартійний)

У так званому багатомандатному виборчому окрузі блок «За правду, за народ, за Україну!» набрав 8,55 % (2.273.788 голосів виборців) та посів третє місце; таким чином до Верховної Ради України пройшли 29 внесених до виборчого списку персон.
До того ж блокові вдалося провести до українського парламенту п'ять своїх представників через одномандатні округи. Найбільшої підтримки блок зазнав у центральних регіонах України, у Черкаській та Хмельницькій областях він навіть вийшов на першу позицію, а на Полтавщині мав відрив від переможця перегонів (КПУ) у 2,44 % голосів.

## Обрані від блоку

### Обрані за списком
1. Мороз Олександр Олександрович (СПУ) (вибув ще до початку каденції зі списку, бо був обраний в ОВО)
2. Довгань Сергій Васильович (СелПУ)
3. Суслов Віктор Іванович (позапартійний)
4. Чиж Іван Сергійович (СПУ) (вибув ще до початку каденції зі списку, бо був обраний в ОВО)
5. Бокий Іван Сидорович (позапартійний)
6. Ніколаєнко Станіслав Миколайович (СПУ) (вибув ще до початку каденції зі списку, бо був обраний в ОВО)
7. Ткаченко Олександр Миколайович (СелПУ) (вибув ще до початку каденції зі списку, бо був обраний в ОВО)
8. Довгань Костянтин Васильович (СелПУ)
9. Вінський Йосип Вікентійович (СПУ)
10. Марковська Ніна Степанівна (СПУ)
11. Зубов Валентин Сергійович (СелПУ)
12. Степанов Михайло Володимирович (СПУ)
13. Кирильчук Євген Іванович (СелПУ)
14. Кіяшко Сергій Миколайович (СПУ)
15. Покотило Ніна Олексіївна (СПУ)
16. Новик Анатолій Матвійович (СелПУ)
17. Макеєнко Володимир Володимирович (позапартійний)
18. Дроботов Анатолій Іванович (СелПУ)
19. Лавриненко Микола Федорович (СПУ)
20. Костусєв Олексій Олексійович (позапартійний)
21. Баранчик Іван Іванович (СелПУ)
22. Мусієнко Іван Михайлович (СПУ)
23. Ющик Олексій Іванович (СПУ)
24. Сас Сергій Володимирович (СелПУ)
25. Сацюк Володимир Миколайович (позапартійний)
26. Місюра Вадим Ярославович (СПУ)
27. Шпігало Володимир Єрофійович (СелПУ)
28. Станков Анатолій Кирилович (СПУ)
29. Мухін Володимир Васильович (СПУ)
30. Кушніров Микола Олександрович (СПУ) (замість О. О. Мороза)
31. Сінько Василь Данилович (позапартійний) (замість І. С. Чижа)
32. Довганчин Григорій Васильович (СелПУ) (замість С. М. Ніколаєнка)
33. Семенюк Валентина Петрівна (СПУ) (замість О. М. Ткаченка)

### Обрані в одномандатних виборчих округах
1. Мороз Олександр Олександрович (СПУ; ОВО № 92 — Київська область)
2. Цушко Василь Петрович (СелПУ; ОВО № 140 — Одеська область)
3. Потімков Сергій Юрійович (позапартійний; ОВО № 170 — Харківська область)
4. Ніколаєнко Станіслав Миколайович (СПУ; ОВО № 185 — Херсонська область)
5. Ткаченко Олександр Миколайович (СелПУ; ОВО № 195 — Черкаська область)

- Чиж Іван Сергійович формально не був висуванцем блоку.